# Malin Gut
Pour les articles homonymes, voir Gut.
Malin Gut, née le 1er août 2000 à Lenzbourg en Suisse, est une footballeuse internationale suisse évoluant au poste de milieu défensif.

## Carrière

### En club
Après avoir évolué au FC Fislibach et au FC Baden en junior, Malin Gut rejoint le FC Zurich et joue ses premiers matches de Ligue Nationale A en 2015-2016. Elle s'installe en équipe première, mais manque les seizièmes de finale de Ligue des Champions car elle est trop jeune pour être inscrite. 
Elle découvre la compétition européenne la saison suivante, atteignant les huitièmes de finale (défaite contre l'Olympique lyonnais). En 2018, elle évolue en défense centrale en club pour pallier les blessures des titulaires habituelles. Après une campagne 2017-2018 ratée, elle atteint à nouveau les huitièmes de finale de Ligue des Champions en 2018-2019. 
Elle quitte alors le FC Zurich pour l'équipe rivale des Grasshoppers, avant de rejoindre Arsenal en 2020.  

### En sélection
En 2018, elle est la capitaine de la sélection suisse à l'Euro des moins de 19 ans. Elle débute en équipe première le 5 octobre 2018 lors des éliminatoires de la coupe du monde 2019.

## Palmarès

### En club
- Champion de Suisse en 2016, 2018 et 2019
- Vainqueur de la Coupe de Suisse en 2016, 2018 et 2019